# Parnans
Parnans ist eine französische Gemeinde mit 701 Einwohnern (Stand: 1. Januar 2022) im Département Drôme in der Region Auvergne-Rhône-Alpes (vor 2016 Rhône-Alpes); sie gehört zum Arrondissement Valence und zum Kanton Drôme des collines. Die Einwohner werden Parnanais genannt.

## Geographie
Parnans liegt etwa 32 Kilometer nordöstlich von Valence am Fluss Joyeuse. Umgeben wird Parnans von den Nachbargemeinden Montmiral im Norden, Montagne im Nordosten, Saint-Lattier im Osten und Südosten, Châtillon-Saint-Jean im Süden und Westen sowie Saint-Michel-sur-Savasse im Nordwesten.

## Bevölkerungsentwicklung
| Jahr                       | 1911 | 1962 | 1968 | 1975 | 1982 | 1990 | 1999 | 2006 | 2019 |
| -------------------------- | ---- | ---- | ---- | ---- | ---- | ---- | ---- | ---- | ---- |
| Einwohner                  | 554  | 382  | 406  | 357  | 435  | 458  | 476  | 603  | 699  |
| Quellen: Cassini und INSEE |      |      |      |      |      |      |      |      |      |

## Sehenswürdigkeiten

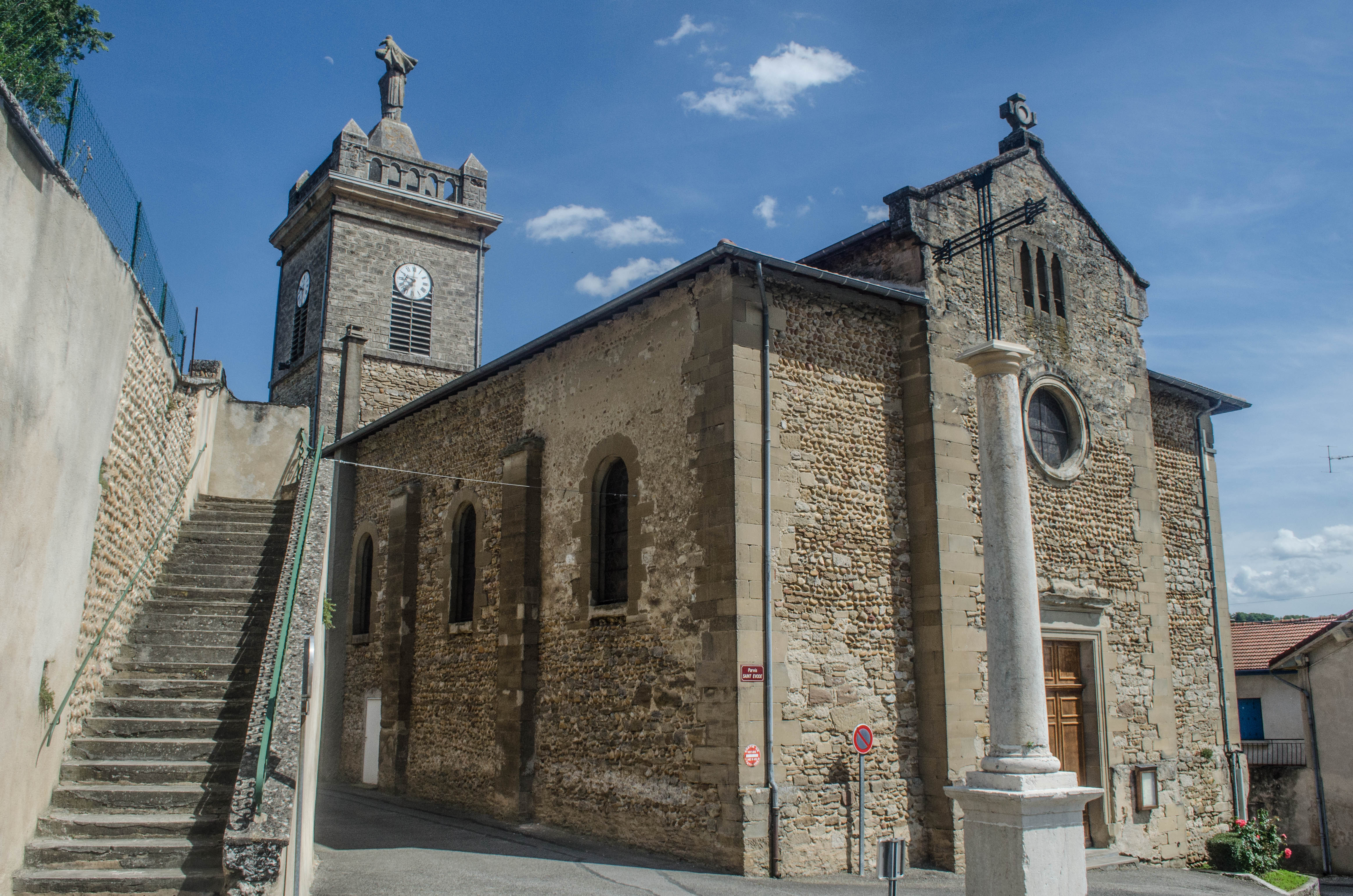
Kirche Saint-Évode

- Kirche Saint-Évode
- Burgruine